# Sapronov-tennis Kharkiv Ladies Cup
Il Sapronov-tennis Kharkiv Ladies Cup è un torneo professionistico di tennis giocato su campi in terra rossa. Fa parte dell'ITF Women's Circuit. Si gioca annualmente a Charkiv in Ucraina.

## Albo d'oro

### Singolare
| Anno | Campionessa    | Finalista       | Punteggio |
| ---- | -------------- | --------------- | --------- |
| 2011 | Lina Stančiūtė | Sofia Shapatava | 6–2, 6–1  |

### Doppio
| Anno | Campionesse                           | Finaliste                       | Punteggio |
| ---- | ------------------------------------- | ------------------------------- | --------- |
| 2011 | Valentina Ivachnenko Kateryna Kozlova | Melanie Klaffner Lina Stančiūtė | 6–4, 6–3  |